# Émile Allix
Pour les articles homonymes, voir Allix.
Émile Allix, né le 10 mars 1836 à Fontenay-le-Comte et mort le 19 juin 1911 à Saumur, dans le quartier du Petit-Puy, est un médecin français spécialisé en pédiatrie. Il est docteur en médecine, grand ami et médecin personnel de Victor Hugo. 

## Biographie

### Naissance et fratrie
Fils de Pierre-François Allix et de Gabrielle-Thérèse Vexiau, Émile Allix est le dernier enfant d'une famille nombreuse originaire de Fontenay-le-Comte, en Vendée. 
Il est le frère du communard Jules Allix (1818-1903) et a pour sœurs Thérèse-Mirza Allix (1816-1882) et Bathilde Allix (1825-1910), enseignantes, artistes-peintres et gymnastes au Gymnase Triat, ainsi que les musiciennes et pédagogues Eudoxie Allix (1828-1891), pianiste et professeur de musique, fondatrice des cours de piano d'après la méthode Galin-Paris-Chevé, et Augustine Allix (1823-1901), cantatrice et professeur de chant ayant vécu à Jersey et à Guernesey dans l'intimité de la famille de Victor Hugo de 1854 à 1862.

### Études et arrestation
Émile Allix commence ses études de médecine en 1854 à Paris. Il passe ses vacances d'été 1854 et 1855 à Jersey pour y rejoindre son frère Jules et sa sœur Augustine, qui y vivent avec d'autres proscrits du Second Empire. Émile, Jules et Augustine font partie de l'entourage proche de Victor Hugo et sa famille. Émile Allix, par sa jeunesse, son extrême gentillesse et sa douceur, conquiert Victor Hugo.
Ses études à la Faculté de médecine de Paris sont brutalement interrompues au début de l'année 1856. Émile Allix, républicain et opposant au régime de Napoléon III, participe à un chahut destiné à troubler le cours d'éloquence française du professeur Désiré Nisard, partisan de l'Empereur Napoléon III. 
Pour ces faits, Émile Allix est, avec plusieurs autres étudiants, arrêté et condamné par la 6ème Chambre correctionnelle du Tribunal de Paris à 3 mois d'emprisonnement. Il est incarcéré à la prison Mazas, près de la gare de Lyon. Le 19 janvier 1856, le Ministre de l'Instruction Publique annule la carte d'étudiant d'Émile Allix à la Faculté de médecine de Paris. Émile Allix n'a alors que 19 ans.

### Départ à Bruxelles
Plutôt que de poursuivre ses études en France, dans une faculté de médecine de province, ce qui l'aurait obligé à se soumettre à des contrôles policiers, Émile Allix décide de quitter Paris et de s'inscrire à la Faculté de médecine de Bruxelles. 
Émile Allix est interne à partir de 1857 à l'hôpital Saint-Pierre de Bruxelles, puis à l'hôpital Saint-Jean. Il se spécialise en pédiatrie et obtient en octobre 1859 le grade de docteur en médecine, en chirurgie et en accouchement. 
À Bruxelles, Émile Allix se passionne pour la pathologie de la première enfance, spécialité qui désigne à l'époque la pédiatrie. Il y consacre ses trois années d'externat et d'internat dans le service de l'hôpital Saint-Pierre de Bruxelles, dirigé par le professeur André Isidore Henriette, très connu alors comme précurseur de la médecine infantile. 
Pendant les six années qu'il passe en Belgique de 1856 à 1862, Émile Allix vient régulièrement en France et garde le contact avec sa famille. Il fait des séjours sur l'île de Guernesey, où sont désormais installés sa sœur Augustine Allix ainsi que Victor Hugo et les membres de la famille Hugo. Il fréquente également les Hugo en Belgique, puisque Victor Hugo, son épouse Adèle Foucher et leurs fils Charles Hugo et François-Victor Hugo s'y rendent parfois pendant leur exil, en particulier à Bruxelles et à Spa. Très apprécié de Victor Hugo, Émile Allix se lie d'amitié avec l'écrivain et devient bientôt son médecin personnel ainsi que celui de sa famille.

### Retour en France et amitié avec Victor Hugo
En 1862, Émile Allix revient à Paris en vue d'y poursuivre son activité de médecin. Son diplôme belge n'étant pas reconnu en France, il passe, pendant l'année universitaire 1866-1867, les examens qui lui permettent d'obtenir le diplôme de docteur en médecine de la Faculté de médecine de Paris.
À Paris, Émile Allix retrouve sa sœur Augustine ainsi que Charles Hugo, Adèle Foucher et Adèle Hugo qui s'y installent temporairement avant de repartir à Guernesey. De nombreuses lettres échangées entre Victor Hugo et Émile Allix montrent les relations chaleureuses entretenues entre le jeune médecin et la famille de l'écrivain. Ainsi, une lettre adressée à Émile Allix par Victor Hugo le 18 octobre 1865 est signée de la seule lettre V, qui était la plus grande marque d'affection que Victor Hugo pouvait donner, habituellement réservée à ses deux fils, à sa fille, à son épouse et à ses amis Auguste Vacquerie et Paul Meurice.
En août 1868 à Bruxelles, Émile Allix assiste Adèle Foucher, gravement malade, dans ses derniers instants. Avec Auguste Vacquerie et Paul Meurice, amis très proches de la famille Hugo, il accompagne le cercueil de Madame Victor Hugo jusqu'au cimetière de Villequier où elle est enterrée. Victor Hugo, qui a décidé de poursuivre son exil jusqu'au bout, se joint au cortège funèbre jusqu'à la frontière française.
À la fin du Second Empire, Émile Allix est un médecin connu et reconnu à Paris. Il est membre de la Société de médecine pratique à partir de 1867, de la Société médicale d'émulation à partir de 1868, de la Société protectrice de l'enfance, dont il est un des administrateurs. Il est membre fondateur en 1868 de la Société de médecine légale de Paris, et membre correspondant de la Société des sciences médicales et naturelles de Bruxelles. Avant la guerre et pendant les premières années de la IIIe République, Émile Allix occupe de nombreux postes : médecin de la société de secours mutuel de la Compagnie générale des voitures, médecin adjoint de la Compagnie parisienne du gaz à partir de 1868, médecin de la Comédie-Française et du théâtre de la Porte-Saint-Martin.
Survient la guerre franco-prussienne de 1870. Le jour de la proclamation de la République le 4 septembre 1870, Émile Allix prévient par télégramme Victor Hugo (qui est alors à Bruxelles) qu'il peut venir à Paris. Dans les semaines et les mois qui suivent le retour de Victor Hugo à Paris, et en particulier pendant le siège de Paris, Émile Allix vit constamment à ses côtés. Pendant la guerre franco-prussienne et jusqu'à la fin tragique de la Commune, Émile Allix remplit son devoir : il est médecin de la légion d'artillerie de la Garde nationale de Paris, puis médecin du bataillon des employés de l'octroi. Pendant la Commune de Paris, il est chirurgien principal de la Garde nationale dans le 8ème arrondissement de Paris. 
En 1872, il héberge chez lui pendant quelques jours Adèle Hugo, la deuxième fille de Victor Hugo, à son retour de la Barbade. Avec son confrère Alexandre Axenfeld, il prend la décision de la placer dans une maison de santé, en raison de sa grande fragilité mentale.
En 1874, la loi Roussel sur la protection des enfants en bas âge prévoit la possibilité d'établir une inspection médicale des enfants. À partir de 1878, Émile Allix occupe le poste de médecin-inspecteur du service de la protection des enfants et des crèches de Paris, une fonction qu'il occupera pendant vingt ans, d'abord dans les arrondissements du sud (principalement 14ème et 15ème), puis ceux du sud-ouest parisien (6ème, 15ème et 16ème). Il est co-auteur en 1884 d'un livre sur la santé des jeunes enfants, livre qui connaît un franc succès, de nombreuses rééditions, et qui est à la Belle Époque l'équivalent du livre de Laurence Pernoud J'élève mon enfant (1965).
Émile Allix est l'ami ou le médecin, et souvent les deux à la fois, de personnalités de la haute société parisienne, comme Henri Rochefort, Jules Verne, Camille Pelletan, Adolphe Pelleport, Charles-Augustin Sainte-Beuve, Étienne Arago.
Émile Allix, médecin personnel de Victor Hugo, est jusqu’au bout le fidèle de tous les instants, comme un autre fils. Il fréquente Victor Hugo et ses proches jusqu'au décès du grand écrivain le 22 mai 1885. Avec ses confrères Alfred Vulpian et Germain Sée, il signe les derniers certificats qui précèdent la constatation du décès de Victor Hugo.
Émile Allix, qui s'est marié en 1873, acquiert en 1884 une maison sur les rives de la Loire dans la ville de Saumur. Il décède à Saumur en 1911 et est inhumé dans sa ville natale de Fontenay-le-Comte.

## Distinctions
- Chevalier de la Légion d'honneur[10] par décret du 11 septembre 1889[6].

## Hommages et postérité
La ville de Saumur a donné son nom à une rue du quartier du Petit-Puy.
La ville de Fontenay-le-Comte a donné le nom de "rue de la famille Allix" à une rue de l'ouest de la ville.
Son portrait photographique, probablement réalisé par Auguste Vacquerie à Jersey en 1854 ou 1855, est présent dans plusieurs albums qui documentent la vie des proscrits du Second Empire, comme l'Album Allix, offert à sa sœur Augustine Allix et aujourd'hui conservé à la Maison de Victor Hugo.

## Publications
- Étude sur la physiologie de la première enfance, Paris, Masson, 1867, [2], 253 (OCLC 19369438).
- Hygiène de l’enfance : De l'alimentation des nouveau-nés (Extrait de la France médicale), Paris, G. Baillière, 1868, v. ; in-18 (OCLC 456778932).
- Émile Allix et Cora Millet-Robinet, Le Livre des jeunes mères. La nourrice et le nourrisson, édité par la Librairie Agricole de la Maison Rustique, 26 rue Jacob, Paris, 1884, consultable en ligne sur Gallica[9].